# 白宏语
白宏语是一种在中国云南省江城哈尼族彝族自治县、墨江哈尼族自治县、元江哈尼族彝族傣族自治县、绿春县和元阳县使用的南部彝语。
红河县垤玛方言是白宏语的一种变体。